# Krellesried
Krellesried ist der Name eines abgegangenen Ortes im Gemeindebereich Bad Wörishofen im Landkreis Unterallgäu.

## Geschichte
Krellesried erscheint urkundlich im Jahr 1616 und ging im Laufe des Dreißigjährigen Krieges ab.